# Helina vierecki
Helina vierecki este o specie de muște din genul Helina, familia Muscidae, descrisă de John Otterbein Snyder în anul 1941.
Este endemică în Columbia. Conform Catalogue of Life specia Helina vierecki nu are subspecii cunoscute.